# 陕西信合
陕西省农村信用社联合社简称陕西信合，是陕西省辖内农村信用合作联社，农村合作银行和农村商业银行等农村合作（商业）金融机构的集体简称，由陕西省辖内107家县级联社组成，于2004年8月19日开业。